# 翠屏区
翠屏区（すいへい-く）は中華人民共和国四川省宜賓市に位置する市轄区。

## 行政区画
- 街道:北城街道、東城街道、南城街道、西城街道、西郊街道、安阜街道、白沙湾街道、象鼻街道、沙坪街道、双城街道
- 鎮:李荘鎮、菜垻鎮、金坪鎮、牟坪鎮、李端鎮、宗場鎮、宋家鎮、思坡鎮、白花鎮、永興鎮、双誼鎮、金秋湖鎮

## 教育

### 大学
- 四川核工業職工大学（中国語版）
- 宜賓学院（中国語版）
- 宜賓職業技術学院（中国語版）

## 交通

### 航空
- 宜賓菜垻空港（中国語版）

### 鉄道
- 中国鉄路総公司
  - 中国鉄路成都局集団公司
    - 内昆線（内江方面）- 孔灘駅（中国語版） - 王場駅（中国語版） - 敬梓場駅（中国語版） - 一歩灘駅（中国語版） - 宜賓北駅（中国語版） - 宜賓駅（中国語版） - 宜賓南駅（中国語版） - （六盤水方面）

### 道路
- 高速道路
  - 渝昆高速道路
  - 成渝地区環線高速道路
  - 遂宜畢高速道路

## 健康・医療・衛生
- 宜賓市翠屏区人民医院
- 宜賓市第二人民医院
- 宜賓市翠屏区婦幼保健院